# 1 szwadron pionierów
1 szwadron pionierów – pododdział kawalerii Wojska Polskiego.

## Historia szwadronu
W listopadzie 1924 został sformowany szwadron pionierów przy 1 Dywizji Kawalerii. 21 listopada 1924 minister spraw wojskowych przydzielił rtm. Michała Ważyńskiego z 1 pułku ułanów na stanowisko dowódcy szwadronu oraz poruczników Władysława Józefa Bułhaka z 13 pułku ułanów, Jerzego Fochta z 10 pułku ułanów i Czesława Małachowskiego z 2 pułku ułanów na stanowiska młodszych oficerów szwadronu. Szwadron wchodził w skład 1 Dywizji Kawalerii w Białymstoku. 6 listopada 1924 generał dywizji Stefan Majewski, w zastępstwie ministra spraw wojskowych, rozkazem O.I.Szt.Gen. 11750 Org. ustalił następujące odznaki dla organizującego się szwadronu pionierów przy 1 DK:
- otok na czapkach rogatywkach czarny,
- proporczyki na kołnierzu kurtki i płaszcza pąsowo-czarne (barwa pąsowa u góry, barwa czarna zaś u dołu),
- na naramiennikach kurtki i płaszcza numer (cyfry arabskie) i litery „1D”[b].

Szwadron stacjonował w Białymstoku.
Od sierpnia 1926 formacją ewidencyjną szwadronu był 10 pułk ułanów w Białymstoku. W związku z powyższym zostali przeniesieni do tego pułku: rtm. Józef IV Sokołowski oraz porucznicy Czesław Małachowski i Mieczysław Januszewski, z pozostawieniem na dotychczasowych stanowiskach w szwadronie.
1 października 1926 szwadron został oddany pod inspekcję gen. bryg. Gustawowi Orlicz-Dreszerowi.
4 sierpnia 1927 minister spraw wojskowych ustalił barwy szkarłatno-czarne dla proporczyka szwadronów pionierów.
24 lutego 1928 minister spraw wojskowych ustalił otok szkarłatny na czapkach oficerów i szeregowych szwadronów pionierów.
W 1929, po rozwiązaniu dywizji, został podporządkowany dowódcy Brygady Kawalerii „Białystok” i przemianowany na szwadron pionierów BK „Białystok”. W 1930 pododdział został przemianowany na 1 szwadron pionierów.
13 sierpnia 1931 minister spraw wojskowych marszałek Polski Józef Piłsudski rozkazem G.M. 7759 I. zatwierdził wzór i regulamin odznaki pamiątkowej szwadronów pionierów.
Po 1932 szwadron został przeniesiony do Ostrołęki. W kwietniu 1933 por. Mieczysław Januszewski został przeniesiony do 9 pułku strzelców konnych. Wymieniony oficer został zamordowany w Katyniu między 20 a 22 kwietnia 1940.
Bezpośredni nadzór nad szkoleniem i wychowaniem żołnierzy w szwadronie, jak również nadzór nad właściwym wykorzystaniem i konserwacją sprzętu saperskiego sprawował jeden z trzech dowódców grup saperów. Był on również kierownikiem corocznych koncentracji jednostek saperskich.
Od 1937 wchodził w skład Podlaskiej Brygady Kawalerii. Do października tego roku szwadron został zreorganizowany.
Od końca marca 1939 szwadron w myśl dyrektyw szefa saperów Samodzielnej Grupy Operacyjnej „Narew” kierował pracami nad budową umocnień w pasie ograniczonym od zachodu rzeką Omulew, a od wschodu rzeką Szkwa.
Rozkazem Departamentu Kawalerii Ministerstwa Spraw Wojskowych L.1147 z 10 lipca 1939 nakazano sformować zmotoryzowany pluton pionierów Podlaskiej BK przy szwadronie pionierów brygady. Do ogłoszenia mobilizacji pluton znajdował się w trakcie szkolenia i wyposażania w Modlinie, a na tabelę mob. 5 pułku ułanów zostałby wpisany prawdopodobnie wiosną 1940.
Zgodnie z planem mobilizacyjnym „W” dowódca 5 puł. w Ostrołęce był odpowiedzialny za przygotowanie i przeprowadzenie mobilizacji szwadronu pionierów nr 1. Jednostka była mobilizowana w alarmie, w grupie jednostek oznaczonych kolorem żółtym. 23 sierpnia 1939 została zarządzona mobilizacja jednostek „żółtych” na terenie Okręgu Korpusu Nr I. Początek mobilizacji został wyznaczony na godz. 6.00 następnego dnia. Mobilizacja szwadronu odbyła się sprawnie, zgodnie z elaboratem mob. Szwadron przyjął organizację wojenną L.3023/mob.org. oraz został ukompletowany zgodnie z zestawieniem specjalności L.4023/mob.AR i wyposażony zgodnie z należnościami materiałowymi L.5023/mob.mat. 27 sierpnia szwadron osiągnął pogotowie marszowe nie przerywając prac fortyfikacyjnych. Pluton motorowy do szwadronu nie dołączył. Pluton ten pod dowództwem por. kaw. Czesława Sochockiego wziął udział w obronie Warszawy.
20 września w Białowieży szwadron wszedł w skład Brygady Kawalerii „Plis”.

## Kadra szwadronu
Dowódcy szwadronu
- rtm. Michał Ważyński (XI 1924[25] – †23 IV 1925[26])
- mjr kaw. Józef IV Sokołowski (od VI 1925[27] – VI 1927[28])
- mjr kaw. Adam Pruszyński[c] (VIII 1927[35] – IV 1928)
- rtm. / mjr kaw. Tadeusz Mikke (V 1928[36] – III 1930[37])
- rtm. Antoni Buczyński (VI 1930[38] – †3 III 1931 Poznań[39])
- rtm. Tadeusz Waśniewski[d] (III 1931[42] – IV 1933[10])
- rtm. Marceli Ignaczak (od IV 1933[10])
- rtm. Henryk Szela[e] (do IX 1939[48])

Obsada personalna w marcu 1939
- dowódca szwadronu – rtm. Henryk Szela
- dowódca plutonu – por. kaw. Zygmunt Alojzy Schneider[f]
- dowódca plutonu – por. kaw. Włodzimierz Sokulski

Obsada personalna we wrześniu 1939
- dowódca szwadronu – rtm. Henryk Szela
- zastępca dowódcy szwadronu i dowódca I plutonu pionierów – por. kaw. Włodzimierz Sokulski
- zastępca dowódcy I plutonu – plut. Rogiński
- dowódca II plutonu zaporowego – por. kaw. rez. Edward Ostrowski[g]
- zastępca dowódcy II plutonu – wachm. Dawidziuk
- w plutonie – wachm. pchor. Czesław Sońta[h]
- dowódca III plutonu chemicznego – ppor. rez. inż. Franciszek Pszczółkowski
- zastępca dowódcy II plutonu – plut. Gruba
- dowódca drużyny kolarzy – kpr. pchor. Czesław Pasturczak[i] †8 IX 1939[55]